# Fernando (nome)
Fernando é um nome comum em diversas línguas latinas, sobretudo as localizadas na península Ibérica. É uma variante de Ferdinando (do latim Ferdinandus), que por sua vez tem origem germânica, mais precisamente do gótico Ferdinand. Possivelmente significa: "pronto/preparado para a viagem" (fardi "viagem" e nand "pronto"), ou ainda pode derivar de Firthunands (firthu quer dizer "paz", que em alemão é friede, e nands significa audaz. Dessa maneira, a tradução seria: "Aquele que se atreve a tudo para conservar a Paz".[carece de fontes?]

## Variantes e equivalentes em outros idiomas
| Idioma    |                                                             |
| Alemão    | Ferdinand, Fridenand, Ferd, Ferdi, Ferdl                    |
| Basco     | Erlantz                                                     |
| Catalão   | Ferrán                                                      |
| Checo     | Ferdinand.                                                  |
| Espanhol  | Hernán, Hernando, Fernando                                  |
| Francês   | Ferdinand, Fernand, Fernande, Fernandel, Ferrand            |
| Galego    | Fernán                                                      |
| Húngaro   | Nándor                                                      |
| Inglês    | Faron, Farran, Ferdie, Ferdinand, Ferdy, Fern, Ferne, Nandy |
| Italiano  | Ferdinando, Fernandino, Nando, Nandino                      |
| Polaco    | Ferdynand                                                   |
| Português | Fernão, Fernando                                            |